# I. e. 654
Évszázadok: i. e. 8. század – i. e. 7. század – i. e. 6. század
Évtizedek: i. e. 700-as évek – i. e. 690-es évek – i. e. 680-as évek – i. e. 670-es évek – i. e. 660-as évek – i. e. 650-es évek – i. e. 640-es évek – i. e. 630-as évek – i. e. 620-as évek – i. e. 610-es évek – i. e. 600-as évek
Évek: i. e. 659 – i. e. 658 – i. e. 657 – i. e. 656 –  i. e. 655 – i. e. 654 – i. e. 653 – i. e. 652 – i. e. 651 – i. e. 650 – i. e. 649

## Események
- Föníciai telepesek kikötőt alapítanak a Baleár-szigetek egyikén Ibossim néven, amit később a rómaiak Ebusus néven említenek.